# Silene eriocalycina
Silene eriocalycina är en nejlikväxtart som beskrevs av Pierre Edmond Boissier. Silene eriocalycina ingår i släktet glimmar, och familjen nejlikväxter. Inga underarter finns listade i Catalogue of Life.